# Lloyd Bochner

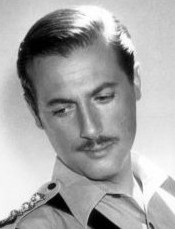
Lloyd Bochner în 1961

Lloyd Bochner (n. 29 iulie 1924, Toronto, Ontario, Canada – d. 29 octombrie 2005, Santa Monica, California, SUA) a fost un actor evreu-canadian de film.

## Filmografie
- The Mapleville Story (1946)
- Drums of Africa (1963) - David Moore
- The Night Walker (1964) - The Dream
- Sylvia (1965) - Bruce Stamford III
- Harlow (1965) - Marc Peters
- Sail to Glory (1967) - James Cox Stevens
- Point Blank (1967) - Frederick Carter
- Stranger on the Run (1967) - Mr. Gorman
- Tony Rome (1967) - Vic Rood
- The Detective (1968) - Dr. Roberts
- The Young Runaways (1968) - Raymond Allen
- The Horse in the Gray Flannel Suit (1968) - Archer Madison
- Tiger by the Tail (1970) - Del Ware
- The Dunwich Horror (1970) - Dr. Cory
- Ulzana's Raid (1972) - Captain Gates
- Satan's School for Girls (TV - 1973) - Professor Delacroix
- The Man in the Glass Booth (1975) - Dr. Churchill
- It Seemed Like a Good Idea at the Time (1975) - Burton
- The Immigrants (TV - 1978) - Chris Noel
- A Fire in the Sky (1978) - Paul Gilliam
- Mr. No Legs (1979) - D'Angelo
- Riel (TV - 1979) - Dr. Schultz
- The Hot Touch (1981) - Severo
- Mazes and Monsters (TV - 1982) - Hall
- The Lonely Lady (1983) - Walter Thornton
- Crystal Heart (1986) - Frank Newley
- Fine Gold (1989) - Don Pedro
- Millennium (1989) - Walters
- The Naked Gun 2½: The Smell of Fear (1991) - Terence Baggett
- Lolita al desnudo (1991)
- Landslide (1992) - Bull Matterson
- Morning Glory (1993) - Bob Collins
- Loyal Opposition (1998) (made-for-television movie) - President Mark Hayden
- Bram Stoker's Legend of the Mummy (1998) - Abel Trelawny
- The Commission (2003) - John J. McCloy (final film role)